# أغيار (يهودية)

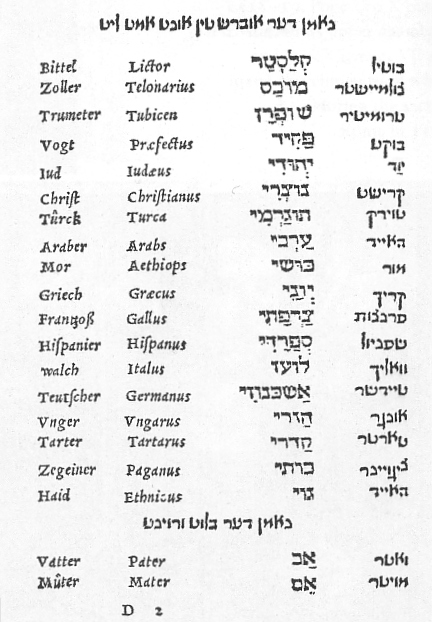

الأغيار مصطلح ديني يهودي يطلقه اليهود على غير اليهود. وهو المقابل العربي للكلمة العبرية «جوييم» (بالعبرية: גויים)، وهذه هي صيغة الجمع للكلمة العبرية «جوي» (بالعبرية: גוי) التي تعني «شعب» أو «قوم».

## الأغيار في الشريعة اليهودية
لا يوجد موقف موحَّد من الأغيار في الشريعة اليهودية. وتنص الشريعة اليهودية على أن الأتقياء من كل الأمم سيكون لهم نصيب في العالم الآخر، كما أن هناك في الكتابات الدينية اليهودية إشارات عديدة إلى حقوق الأجنبي وضرورة إكرامه. وتشكل فكرة شريعة نوح إطاراً أخلاقياً مشتركاً لليهود وغير اليهود.

## النزعة المتطرفة
تتبدى النزعة المتطرفة في التمييز الحادّ والقاطع بين اليهود كشعب مختار أو كشعب مقدَّس يحل فيه الإله من جهة والشعوب الأخرى التي تقع خارج دائرة القداسة من جهة أخرى. فقد جاء في سفر أشعياء (61/5 ـ 6): «ويقف الأجانب ويرعون غنمكم ويكون بنو الغريب حراثيكم وكراميكم. أما أنتم فتُدعَون كهنة الرب تُسمَّون خدام إلهنا. تأكلون ثروة الأمم وعلى مجدهم تتأمَّرون». كما جاء في سفر ميخا (4/12): «قومي ودوسي يا بنت صهيون لأني أجعل قرنك حديداً وأظلافك أجعلها نحاساً فتسحقين شعوباً كثيرين».
وقد ساهم حاخامات اليهود في تعميق هذا الاتجاه، فنجدهم قد أعادوا تفسير حظر الزواج من أبناء الأمم الكنعانية السبع الوثنية (تثنية 7/2 ـ 4)، ووسعوا نطاقه بحيث أصبح ينطبق على جميع الأغيار دون تمييز بين درجات عليا ودنيا.
وقد ظل الحظر يمتد ويتسع حتى أصبح يتضمن مجرد تناول الطعام (حتى ولو كان شرعياً) مع الأغيار، بل أصبح ينطبق أيضاً على طعام قام جوي (غريب) بطهوه، حتى وإن طبَّق قوانين الطعام اليهودية. كما أن الزواج المُختلَط، أي الزواج من الأغيار، غير مُعترَف به في الشريعة اليهودية، ويُنظَر إلى الأغيار على اعتبار أنهم كاذبون في بطبيعتهم، ولذا لا يؤخذ بشهاداتهم في المحاكم الشرعية اليهودية، ولا يصح الاحتفال معهم بأعيادهم إلا إذا أدَّى الامتناع عن ذلك إلى إلحاق الأذى باليهود. وقد تم تضييق النطاق الدلالي لبعض كلمات، مثل «أخيك» و«رجل»، التي تشير إلى البشر ككل بحيث أصبحت تشير إلى اليهود وحسب وتستبعد الآخرين، فإن كان هـناك نهي عن سرقـة «أخيك» فإن معنى ذلك يكـون في الواقع «أخيك اليهودي».
وقد تحوَّل هذا الرفض إلى عدوانية واضحة في التلمود الذي يدعو دعوة صريحة (في بعض أجزائه المتناقضة) إلى قتل الغريب، حتى ولو كان من أحسن الناس خلقاً. وقد سببت هذه العدوانية اللا عقلية كثيراً من الحرج لليهود أنفسهم الأمر الذي دعاهم إلى إصدار طبعات من التلمود بعد إحلال كلمة «مصري» أو «صدوقي» أو «سامري» محل كلمة «مسيحي» أو «غريب». وأصبح التمييز ذا طابع أنطولوجي في التراث القبَّالي، وخصوصاً القبَّالاه بنزعتها الحلولية المتطرفة، حيث ينظر إلى اليهود باعتبار أن أرواحهم مستمدة من الكيان المقدَّس، في حين صدرت أرواح الأغيار من المحارات الشيطانية والجانب الآخر (الشرير) والخيرون من الأغيار هم أجساد أغيار لها أرواح يهودية ضلت سبيلها. وقد صاحب كل هذا تزايد مطَّرد في عدد الشعائر التي على اليهودي أن يقوم بها ليقوي صلابة دائرة الحلول والقداسة التي يعيش داخلها ويخلق هوة بينه وبين الآخرين الذين يعيشون خارجها.
والواقع أن هذا التقسيم لليهود إلى يهود يقفون داخل دائرة القداسة، وأغيار يقفون خارجها، ينطوي على تبسيط شديد، فهو يضع اليهودي فوق التاريخ وخارج الزمان، وهذا ما يجعل من اليسير عليه أن يرى كل شيء على أنه مؤامرة موجهة ضده أو على أنه موظف لخدمته. كما أنه يحوِّل الأغيار إلى فكرة أكثر تجريداً من فكرة اليهودي في الأدبيات النازية أو فكرة الزنجي في الأدبيات العنصرية البيضاء. وهي أكثر تجريداً لأنها لا تضم أقلية واحدة أو عدة أقليات، أو حتى عنصراً بشرياً بأكمله، وإنما تضم الآخرين في كل زمان ومكان. وبذا، يصبح كل البشر أشراراً مدنَّسين يستحيل الدخول معهم في علاقة، ويصبح من الضروري إقامة أسوار عالية تفصل بين من هم داخل دائرة القداسة ومن هم خارجها. وقد تعمقت هذه الرؤية نتيجة الوضع الاقتصادي الحضاري لليهود (في المجتمع الإقطاعي الأوربي) كجماعة وظيفية تقف خارج المجتمع في عزلة وتقوم بالأعمال الوضيعة أو المشينة وتتحول إلى مجرد أداة في يد النخبة الحاكمة. ولتعويض النقص الذي تشعر به، فإنها تنظر نظرة استعلاء إلى مجتمع الأغلبية وتجعلهم مباحاً، وتسبغ على نفسها القداسة (وهي قداسة تؤدي بطبيعة الحال إلى مزيد من العزلة اللازمة والضرورية لأداء وظيفتها).

## في الأدبيات الصهيونية
وفي الأدبيات الصهيونية، فإن الصهاينة يعتبرون العربي على وجه العموم، والفلسطيني على وجه الخصوص، ضمن الأغيار حتى يصبح بلا ملامح أو قسمات (ويشير وعد بلفور إلى سكان فلسطين العرب على أنهم «الجماعات غير اليهودية» أي «الأغيار»). وينطلق المشروع الاستيطاني الصهيوني من هذا التقسيم الحاد، فالصهيونية تهدف إلى إنشاء اقتصاد يهودي مغلق، وإلى دولة يهودية لا تضم أي أغيار. ومعظم المؤسسات الصهيونية (الهستدروت، والحركة التعاونية، والجامعات) تهدف إلى ترجمة هذا التقسيم الحاد إلى واقع فعلي، كما أن فكرة العمل العبري تنطلق من هذا التصور.